# Nipponasellus kagaensis
Nipponasellus kagaensis är en kräftdjursart som först beskrevs av Matsumoto 1958.  Nipponasellus kagaensis ingår i släktet Nipponasellus och familjen sötvattensgråsuggor. Inga underarter finns listade i Catalogue of Life.